# Grímsvötn
Grímsvötn (pronuncia: ˈkrimsvœʰtn̥;) è un vulcano situato nella parte Sud-Est dell'Islanda.
Il Grímsvötn si trova in un sistema vulcanico tra i più complessi e poderosi al mondo, che include inoltre il vulcano Katla, Laki e la fossa vulcanica di Eldgjá. La maggior parte del vulcano è nascosto sotto il vasto ghiacciaio Vatnajökull, il secondo più grande ghiacciaio d'Europa dopo la calotta della Groenlandia.
Il vulcano Grímsvötn ha una grande caldera di 6×8 km di cui è visibile solo il bordo meridionale. La caldera contiene un lago di acqua allo stato liquido (Lago sub-glaciale Grímsvötn), generato dallo scioglimento del ghiaccio provocato dell'energia termica proveniente dal vulcano. Il lago è coperto dal ghiacciaio sovrastante, ma nel corso delle eruzioni o dei periodi di maggiore attività idrotermale del vulcano, la quantità di acqua di fusione e la pressione del lago contro il ghiaccio sopra, diventa abbastanza forte da alzare la diga di ghiaccio e riversare, sul lato sud del ghiacciaio, devastanti inondazioni note come jökulhlaups.
Durante le eruzioni, la parte sovrastante del ghiacciaio è spesso fusa, creando un gigantesco cratere nel ghiaccio, da dove possono fuoriuscire cenere e vapore, e permettendo una vista dall'alto sul lago.
La struttura del vulcano Grimsvotn è circondata da una serie di fessure vulcaniche con un andamento Nord-Est, Sud-Ovest.
Spesso l'attivazione del vulcano Grimsvotn avviene contemporaneamente all'attivazione di alcune di queste fessure vulcaniche. Le eruzioni da queste fessure possono verificarsi ben oltre l'estensione del ghiacciaio, come la grande eruzione nel 1783, nota come l'eruzione del vulcano fissurale Laki.

## Toponimo
Grímsvötn è una parola in lingua islandese che significa "i laghi di Grímur". La sua etimologia si basa sul termine islandese vötn, plurale di vatn, il cui significato base è "acqua" e per estensione anche "lago" o "mare", e sul nome proprio islandese Grímur. L'identità di questo Grímur non è nota, ma potrebbe derivare da Grímr, uno dei nomi di Odino che significa "il mascherato".
Anche il termine in norvegese grim deriva dalla stessa radice scandinava e significa "umido" ma anche "oscuro". Il campo lessicale del concetto di "acqua" potrebbe fare riferimento ai laghi o alle inondazioni provocate dal vulcano, mentre l'aggettivo "oscuro" potrebbe riferirsi al colore delle falesie del Grímsfjall.
Il toponimo è menzionato per la prima volta nel 1598 in una lettera in latino scritta dal prete islandese Ólafur Einarsson in occasione di una delle eruzioni del vulcano; compare poi nella leggenda di Vestfjarða-Grímur che racconta le avventure di un giovane islandese che si reca in Norvegia.
Il toponimo, la cui pronuncia in islandese è kriːmsvœʰtn̥, indica sia il vulcano che il lago subglaciale situato entro la caldera. Il vulcano è chiamato anche Sviagígur.

## Geografia

### Localizzazione
Il Grímsvötn è localizzato nella parte Sud-Est dell'Islanda, in prossimità del centro del Vatnajökull. Amministrativamente è suddiviso tra le municipalità di Hornafjörður nella regione Austurland, di Þingeyjarsveit nella regione Norðurland eystra e di Skaftárhreppur nella regione Suðurland..
I confini di queste municipalità convergono in linea retta sul Grímsfjall, la sommità del vulcano, situata sulla parte orientale della falesia. Il vulcano è incluso nel Parco nazionale del Vatnajökull, come il resto del ghiacciaio e le zone limitrofe.

## Le ultime eruzioni

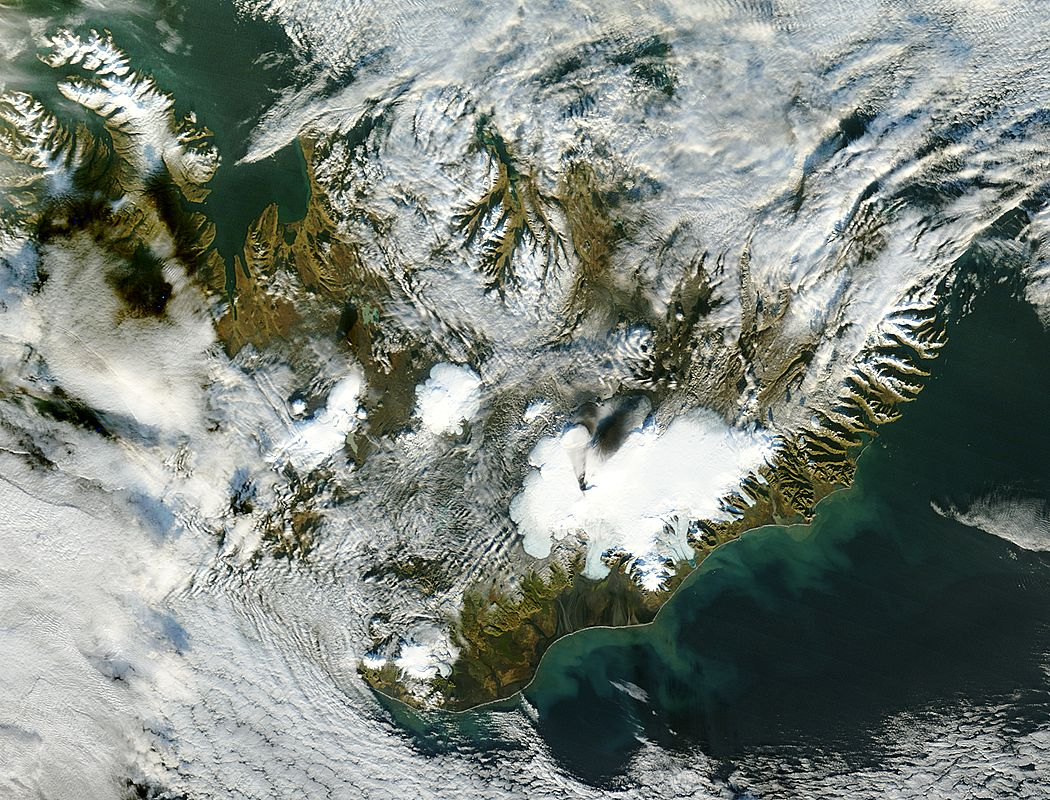
Vista satellitare del vulcano.

Una delle più grandi eruzioni effusive degli ultimi millenni si è verificata nel 1783 ed ha coinvolto contemporaneamente sia il Grímsvötn che il Laki: circa 15 chilometri cubi di lava basaltica sono stati eruttati da una fessura di 27 km di lunghezza per un periodo di 7 mesi. Accompagnata da enormi quantità di anidride solforosa e da emissioni di fluoro gassoso, l'eruzione ha causato danni diffusi alle colture, provocando una grave carestia in Islanda e la morte di più del 50% del bestiame dell'isola.. Come risultato, la popolazione diminuì di circa un quarto. Alcune conseguenze dell'eruzione sono state notate anche in altre parti del mondo: ad esempio le nebbie vulcaniche (la nube di gas dalla eruzione) sono andata alla deriva su tutta Europa e parte dell'Asia causando alterazioni delle temperature estive. Questa eruzione fu il primo caso che ha portato alcuni scienziati a ritenere che i vulcani abbiano una grande influenza sul clima del mondo.
Nel dicembre 1998 e nel novembre 2004 si sono verificate brevi eruzioni che sono durate circa una settimana e non hanno comportato la rottura del ghiacciaio. Tuttavia le eruzioni hanno causato qualche disagio al traffico aereo in Europa.
Attorno alla fine del mese di ottobre 2010 si sono verificati segni premonitori di una imminente eruzione vulcanica. In particolare, attorno al vulcano si sono registrati un aumento delle scosse sismiche di magnitudo compresa tra 2,7 e 4 ed il rilevamento di una consistente quantità di magma sotto il vulcano. Questo magma ha causato un notevole riscaldamento della superficie attorno al vulcano comportando un significativo aumento della portata del fiume Gijla.
A partire dal maggio 2011 ha avuto inizio un'ulteriore fase eruttiva del vulcano.

## Presenza di batteri
Nel 2004, alcuni scienziati, hanno trovato alcuni procarioti nel lago sottostante il ghiacciaio. Questa è la prima volta che sono stati trovati batteri che abitano in lago subglaciale. Il lago non si ghiaccia completamente, a causa della presenza del magma, consentendo quindi la sopravvivenza dei batteri.
Lo studio di questi batteri potrebbe aiutare anche nella ricerca dell'esistenza della vita al di fuori della Terra, in particolare su Marte.